# Горкуново
Горкуно́во (ранее — Ше́нкельсху́тор, Гнаденфе́льд, каз. Горкуново) — село в Шемонаихинском районе Восточно-Казахстанской области Казахстана. Входит в состав Вавилонского сельского округа. Код КАТО — 636835200.

## География
Село расположено на северо-западе Шемонаихинского района, в 15 километрах к северо-западу от районного центра города Шемонаиха, в 15 километрах к северу от административного центра сельского округа села Камышинка. Ближайшая железнодорожная станция Шемонаиха — расположена в 15 километрах к юго-востоку от села (по дороге — 18,2 км). Соседние населённые пункты: Сугатовка в 2 километрах к югу, Луговое в 7 километрах к северо-востоку. Транспортное сообщение осуществляется по автодороге KF SH-05 «Горкуново — Сугатовка». Высота центра населённого пункта — 476 метров над уровнем моря.

## История
Населённый пункт Ше́нкельсху́тор (нем. Schenkel-Chutor) был образован в 1909 году немецкими переселенцами: несколько переселенческих семей из Саратовской губернии — Шенкель, Шенгальц, Роммель и др., обосновались в окрестностях заимки семьи Горкуновых. Впоследствии, когда колония разрослась, она получила наименование Гнаденфе́льд (нем. Gnadenfeld).
В административно-территориальном подчинении до 1917 года населённый пункт относился к Александровской волости (волостное село — Шемонаевское) Змеиногорского уезда Томской губернии. С 1928 года — в составе Шемонаихинского района, вошедший в 1932 году в состав новообразованной Восточно-Казахстанской области.

## Современное состояние
На 2016 год в селе — 3 улицы.

## Население
| Численность населения | Численность населения | Численность населения | Численность населения | Численность населения |
| 1925                  | 1934                  | 1989                  | 1999                  | 2009                  |
| --------------------- | --------------------- | --------------------- | --------------------- | --------------------- |
| 196                   | ↗276                  | ↗365                  | ↘343                  | ↘284                  |